# Prosthechea linkiana
Prosthechea linkiana là một loài thực vật có hoa trong họ Lan. Loài này được (Klotzsch) W.E.Higgins miêu tả khoa học đầu tiên năm 1997.